# دیورسیسپورالس
دیورسیسپورالس (نام علمی: Diversisporales) نام یک راسته از شاخه قارچ‌های کلافی است.